# سلوفاكيون
السُّلُوفَاك (بالسلوفاكية: Slováci)‏، وهم مجموعة عرقية سلافية غربية تتخذ من دولة سلوفاكيا موطنها القومي ويتكلمون باللغة السلوفاكية، يبلغ تعدادهم في العالم حوالي 6 مليون نسمة منهم 4,352,775 في سلوفاكيا و810,000 في الولايات المتحدة و200,000 في التشيك و100,000 في كندا و90,000 في المملكة المتحدة وينتشرون في دول أوروبية وأمريكية أخرى، ويعتنق أغلب السلوفاكيين المسيحية الكاثوليكية ويوجد أيضًا بروتستانت وأرذثوكس ولادينيين.

## الثقافة
يعود الفن السلوفاكي إلى القرون الوسطى حيث لمع عدد من الرسامين من اشهرهم ألبين برونوفسكي.